# Мартин Димитров (футболист, р. 1987)
Вижте пояснителната страница за други личности с името Мартин Димитров.
Мартин Димитров е бивш български професионален футболист, полузащитник, състезавал се последно за Локомотив (София).

## Кариера
Състезавал се е за отборите на ПФК Черноморец (Поморие), ПФК Несебър (Несебър), ФК Сливнишки герой (Сливница), ПФК Рилски спортист (Самоков) и ПФК Чавдар (Бяла Слатина), преди през 2012 година да се завърне в отбора на Локомотив София. През 2006 г. изкарва кратък пробен период във втория отбор на германския гранд Вердер (Бремен) а след това и в ПФК ЦСКА (София), но до договори не се стига.
Отстранен е от отбора на Локомотив Сф през есента на 2013 година, след като ст. треньора на Локомотив Стефан Генов го обвинява в симулативно поведение преди мача с ПФК Лудогорец (Разград).
През декември 2013 г. Мартин Димитров обвинява своя треньор в лъжа.